# Toussaint Bordat
Pour les articles homonymes, voir Bordat.
Toussaint Bordat, né le 11 juillet 1854 à Chassenard (Allier) et mort le 11 décembre 1914 à Saint-Étienne, est un canut (ouvrier tisseur), épicier, libraire, marchand de journaux et militant anarchiste impliqué dans le procès, dit « Procès des 66 », en 1883, à Lyon.

## Biographie
Toussaint Bordat, à peine âgé de 16 ans, est condamné par le tribunal correctionnel de Roanne (Loire) le 15 juillet 1870 à deux mois de prison pour vol. Il combat ensuite, comme engagé volontaire, dans le Loiret, à Coulmiers et à Orléans, avec l’armée de la Loire, en novembre 1870.
D'abord socialiste, il est élu en 1878 à la commission de propagande du Parti ouvrier socialiste (Fédération de l'Est), dont il est une figure marquante avec Joseph Bernard. Cette fédération de l’Est s’affirme de prime abord abstentionniste et est dominée par les anarchistes.
En 1880, il représente les Lyonnais au IVe congrès ouvrier, au Havre qui adopte un programme marxiste.

## LaFédération socialiste révolutionnaire
En mars 1881, il est parmi les fondateurs du Parti socialiste révolutionnaire, dénommé également Fédération socialiste révolutionnaire (FSR), de tendance exclusivement libertaire, qui donne la priorité à l’action au sein des syndicats, et rassemble les anarchistes de Lyon et des environs. Il devient alors un acteur fondamental du mouvement libertaire local
Le 14 février 1882, une poignée d’anarchistes se rend au siège du journal républicain radical Le Réveil lyonnais, qui a calomnié Bordat. S’ensuit une bagarre pour laquelle il est condamné, le 22 février 1882, à 50 francs d’amende pour bris de clôture et coups et blessures.
Le 18 juin 1882, il dépose une couronne de fleurs sur la tombe des mineurs de La Ricamarie (Loire), fusillés en 1869. Après une altercation avec le maire de la ville, il est condamné, le 27 juin, par le tribunal de Saint-Étienne, à un mois de prison pour bris de clôture, outrage à un magistrat municipal, port d’arme prohibée et violation de sépulture,.
En 1882, il collabore au journal anarchiste lyonnais Le Droit social puis à L'Étendard révolutionnaire qui lui succède.
Il représente la Fédération révolutionnaire lyonnaise à la réunion internationale organisée à Genève, par la Fédération jurassienne, les 13 et 14 août 1882. À l'issue de cette réunion, est publié un manifeste niant que le suffrage universel puisse renverser les institutions, recommandant la séparation totale d’avec tout parti politique et adoptant le communisme libertaire comme but final. Le manifeste désigne comme ennemis « tous ceux qui se sont emparés d’un pouvoir quelconque ou veulent s’en emparer : propriétaire, patron, État, magistrat, prêtre ».
Partisan de l'action directe, il justifie, par l'écrit et la parole, les actions de La Bande noire de Montceau-les-Mines contre les édifices religieux.
Il est alors l'un des militants les plus en vue du mouvement libertaire lyonnais.

## Le procès des 66
Arrêté le 14 octobre 1882, il est impliqué dans le procès, dit « Procès des 66 », à Lyon, où il est condamné le 19 janvier 1883, à cinq ans de prison, 2 000 francs d’amende, dix ans de surveillance et quatre ans de privation des droits civils. Le jugement est confirmé par arrêt de la cour d’appel de Lyon le 13 mars 1883.
Interné à Clairvaux, il ne sort qu'en janvier 1886, pour reprendre ses activités libertaires en publiant un nouveau journal, La Lutte sociale.
Au cours d’une réunion, salle Rivoire à Lyon, Toussaint Bordat s’en prend violemment au commissaire de police présent dans la salle, à qui il reproche d’avoir fait arracher des manifestes abstentionnistes. Arrêté trois jours après, il est condamné le 30 août à quatre mois de prison et, surtout, cinq années d’interdiction de séjour à Lyon.
Libéré en novembre 1886, il choisit de s’installer comme tisseur à Vienne. Avec Pierre Martin, il constitue, pendant quelques années, le tandem moteur du mouvement anarchiste viennois.
En octobre 1887, il fonde une petite librairie, au 5 rue Saint-Martin. Le sous-préfet le décrit « presque toujours à l’arrière-boutique, occupé à lire ou à recevoir les visites des membres du groupe ».
En août 1890, il adhère par écrit au congrès anarchiste régional de Genève, où est fondée une éphémère Fédération internationale des revendications prolétariennes dont le secrétaire est Pierre Chomat*.
En octobre 1890, il s’installe à Narbonne (Aude) où il gagne sa vie comme marchand de journaux. .
En 1895, Bordat innocente l’anarchiste Antoine Cyvoct pour l’affaire de L’Assomoir.
En 1897, il organise les conférences de Sébastien Faure à Narbonne.
En 1906, il est cultivateur à Chavagneux-Montbertrand en Isère, où il vit avec sa fille naturelle.

### Notices
- Dictionnaire des anarchistes : Toussaint Bordat.
- Dictionnaire international des militants anarchistes : Toussaint Bordat.
- L'Éphéméride anarchiste : Toussaint Bordat.
- René Bianco, 100 ans de presse anarchiste : notice.
- Centre International de Recherches sur l'Anarchisme (Lausanne) : notice bibliographique.